# Jakowlew Jak-27
Die Jakowlew Jak-27 (russisch Яковлев Як-27, NATO-Codename „Mangrove“) ist ein Flugzeug aus dem Konstruktionsbüro Jakowlew. Eingesetzt wurde sie bei den sowjetischen Luftstreitkräften als Aufklärer, Bomber und Jäger.

## Entwicklung
Man orientierte sich bei der Konstruktion an der Jak-125, dem Prototyp der Jak-25R und Jak-25B aus dem Jahre 1956. Das neue Muster erhielt einen etwas schlankeren Rumpf und einen verglasten Bug als Arbeitsplatz für den Navigator. Die Tragflächen waren doppelt gepfeilt und an ihren Vorderkanten mit einem sogenannten Sägezahn versehen. Bei der Entwicklung wurde darauf geachtet, dass die Ausrüstung schnell gewechselt und so das Modell alternativ als Aufklärer bzw. taktischer Bomber eingesetzt werden konnte. Dieser Typ wurde als Jak-27R bezeichnet. 1959 erschien die Allwetter-Abfangjagdversion Jak-27P mit Radom. Die Indienststellung beider Varianten erfolgte 1959. Die Jak-27 wurde bis in die späten 1960er-Jahre hinein eingesetzt und danach durch die leistungsstärkere Jak-28 abgelöst.

## Technische Beschreibung
Die Jak-27 wurde in Ganzmetallbauweise hergestellt. Das augenscheinlichste Unterscheidungsmerkmal zur Jak-28 waren die in Mitteldeckerkonfiguration angeordneten Tragflächen mit Hochgeschwindigkeitsprofil (die Jak-28 war ein Schulterdecker). Sämtliche Tragflächen sowie das gepfeilte Normalleitwerk waren freitragend. Das Bug- und das Hauptrad des Tandemfahrwerks wurden während des Fluges in den Rumpf eingezogen, die beiden Stützräder an den Tragflächenenden waren nach hinten klappbar.

## Technische Daten

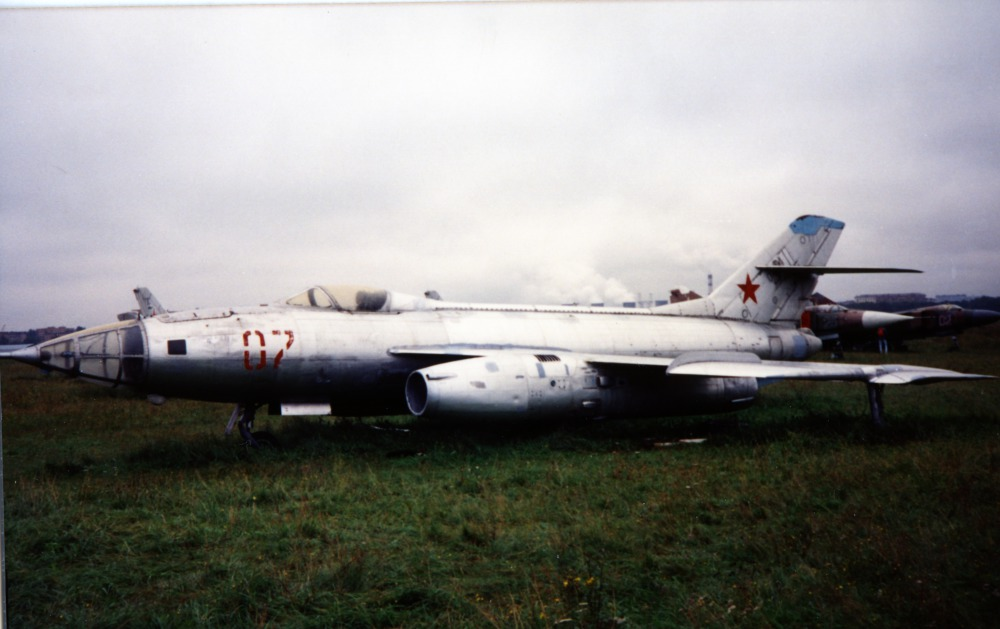
Jak-27 im Chodynkamuseum (1993)

| Kenngröße             | Daten                                            |
| --------------------- | ------------------------------------------------ |
| Baujahre              | 1956-?                                           |
| Besatzung             | 2 (Aufklärer/Bomber), 1 (Jäger)                  |
| Spannweite            | 11,90 m                                          |
| Länge                 | 16,76 m                                          |
| Höhe                  | 4,05 m                                           |
| Startmasse            | 11.340 kg bis max. 17.500 kg                     |
| Antrieb               | zwei Turbinenluftstrahltriebwerke Tumanski RD-9B |
| Schub                 | je 32,6 kN                                       |
| Höchstgeschwindigkeit | 1.150 km/h                                       |
| Gipfelhöhe            | 15.250 m                                         |
| Steiggeschwindigkeit  | 95 m/s                                           |
| Reichweite            | 3.000 km                                         |

## Bewaffnung
interne Rohrwaffen
- 1 × 23-mm-Maschinenkanone Nudelman-Richter NR-23 mit 50 Schuss Munition

oder
- 1 × 30-mm-Maschinenkanone Nudelman-Richter NR-30 mit 80 Schuss Munition

Waffenzuladung von 1.000 kg sowie an zwei Aufhängepunkten
Luft-Luft-Lenkflugkörper
- 2 × PU-1-8-Startschienen für je 1 × Bisnowat R-8MR/M1R (AA-3 „Anab“) – radargesteuert für Mittelstrecken (nur Variante Jak-27K-8)
- 2 × PU-1-8-Startschienen für je 1 × Bisnowat R-8MT/M1T (AA-3 „Anab“) – infrarotgesteuert für Mittelstrecken (nur Variante Jak-27K-8)